# 베니그노 아키노 3세
베니그노 시메온 노이노이 코후앙코 아키노 3세(스페인어: Benigno Simeon "Noynoy" Cojuangco Aquino III, 1960년 2월 8일~2021년 6월 24일, 문화어: 베니그노 씨메온 코쥬앙코 아키노, 중국어 정체자: 許漸華, 병음: Xǔ Jiànhuá)</ref>는 필리핀의 정치인으로, 제15대 대통령이다. 흔히 '피노이'(PNoy) 혹은 '노이노이'(Noynoy)로 불렸다. 필리핀의 정치 명가 출신으로, 부친은 1983년 암살당한 베니그노 아키노 상원의원, 모친은 제11대 대통령 코라손 아키노이다.

## 생애
정식 이름은 베니그노 시메온 코후앙코 아키노 3세이지만 '노이노이 아키노'라는 애칭으로 널리 알려졌다. 마닐라에서 야당 정치인 베니그노 아키노와 필리핀 11대 대통령 코라손 아키노 사이의 1남 4녀 중 셋째로 태어났다. 부유한 가정에서 유복하게 자랐으나, 부친이 페르디난드 마르코스 정권의 탄압을 받으며 어려운 입장에 처하기도 했다. 1981년 아테네오 대학교를 졸업하였으며, 곧바로 부모가 망명해 있는 미국으로 건너갔다. 1983년 부친의 귀국길에 동행했으나, 공항에서 부친은 암살되었다. 그 후 정치 활동에 나선 모친을 도왔고, 1986년 모친은 대통령에 당선되었다. 1987년 모친을 축출하려는 쿠데타 때 총 5발을 맞고 부상을 당했다가 회복되었다.
모친의 대통령 재임 기간 중에는 아키노와 코후앙코 집안에서 하는 여러 기업체에서 일하며 경력을 쌓았다. 1998년 타를락주 제2선거구의 하원의원에 당선되면서 정계에 입문하였고, 2007년 상원의원으로 당선되었다. 2009년 8월 코라손 아키노가 사망하자 추모 열기가 이어졌고 이에 2010년 대통령 선거의 유력한 후보로 거론되기 시작했다. 결국 자유당 후보로 지명되어, 2010년 5월 11일 대선에서 필리핀 제13대 대통령 조지프 에스트라다를 꺾고 42.08%의 득표율을 얻어 승리하였다.
대통령에 당선되면서 세계에서 처음으로 어머니에 이어 아들이 대통령이 되는 '모자(母子) 대통령'이 탄생하였다. 6월 9일 상원은 아키노가 1520만 표를 얻어, 약 42%의 득표율로 당선되었다고 정식으로 공고하여 제15대 대통령으로 확정되었다. 부패 척결과 경제 문제 해결이라는 어려운 과제를 안고 6월 30일 취임식을 가진 후 공식 대통령 업무를 시작했다.

### 대통령 퇴임
2016년 6월 30일, 6년간의 임기 종료와 함께 대통령직을 퇴임하였다.

## 참고 사항
- 2012년에 재필리핀 한국인 방송인 그레이스 리와의 친분이 알려지자 연인관계라는 허위사실유포가 발생했다.[5][6]
- 미혼으로 인해 배우자(아내)와 아키노가(家) 자녀의 없는 것으로 알려졌다.

## 역대 선거 결과
| 선거명      | 직책명                 | 대수 | 정당   | 득표율 | 득표수       | 결과 | 당락                 |
| ----------- | ---------------------- | ---- | ------ | ------ | ------------ | ---- | -------------------- |
| 2007년 선거 | 상원의원(필리핀 제2부) | 14대 | 자유당 | 8.59%  | 14,309,349표 | 6위  | 필리핀 상원의원 당선 |
| 2010년 선거 | 필리핀 대통령          | 15대 | 자유당 | 42.08% | 15,208,678표 | 1위  |                      |

## 같이 보기
- 베니그노 아키노
- 코라손 아키노